# Скарет, Браге
Браге Скарет (норв. Brage Skaret; род. 28 апреля 2002, Skedsmokorset, Акерсхус) — норвежский футболист, защитник клуба «Фредрикстад».

## Клубная карьера
Скарет — воспитанник клуба «Волеренга». 22 декабря 2020 года в матче против «Старта» он дебютировал в Элитсерии.
19 августа 2022 года, Скарет перешел в «Фредрикстад», его контракт с клубом рассчитан до 2025 года. Первый матч в составе он провел 29 августа против команды КФУМ Осло , матч закончился поражением 2:1.